# Diamond Eyes
| 전문가 평가          | 전문가 평가 |
| 총 점수              | 총 점수     |
| 출처                 | 점수        |
| -------------------- | ----------- |
| 메타크리틱           | 78/100      |
| 평가 점수            |             |
| 출처                 | 점수        |
| AllMusic             | [ 2 ]       |
| Alternative Press    | [ 3 ]       |
| The A.V. Club        | B           |
| Entertainment Weekly | B           |
| NME                  | 8/10        |
| Q                    | [ 7 ]       |
| Rolling Stone        | [ 8 ]       |
| Slant                | [ 9 ]       |
| Spin                 | 7/10        |
| Sputnikmusic         | 5/5         |

《Diamond Eyes》는  2010년 5월 4일, 리프리즈 레코드에서 발매된 미국의 얼터너티브 메탈 밴드 데프톤스의 여섯 번째 스튜디오 음반이다. 이 음반은 오리지널 베이시스트 치 쳉을 대체한 베이시스트 세르지오 베가가 참여한 첫 번째 음반이었다. 《Eros》라는 제목의 가제 음반은 원래 2006년 《Saturday Night Wrist》에 이어 여섯 번째 스튜디오 음반으로 발매될 예정이었으나 2008년 11월, 심각한 교통사고로 인해 쳉이 혼수상태에 빠졌고 결국 2013년 사망했다. 밴드는 베가를 대신하여 계속 활동했고, 2009년 6월, 《Diamond Eyes》로 인해 《Eros》의 발매는 보류되었다.
《Diamond Eyes》는 미국 빌보드 200과 다른 여러 국제 차트에서 10위 안에 드는 등 비평적, 상업적 성공을 거두었으며, 2003년 동명의 네 번째 음반 이후 빌보드 200에서 밴드의 가장 높은 차트 작성 음반이었다. 《Diamond Eyes》에서는 〈Diamond Eyes〉, 〈Rocket Skates〉, 〈Sextape〉, 〈You've Seen the Butcher〉 등 4개의 싱글이 발매되었다.

## 배경
데프톤스는 2007년 초부터 2006년 《Saturday Night Wrist》의 후속작에 필요한 자료를 쓰기 시작했다. 이 밴드는 《Saturday Night Wrist》의 긴 작곡과 녹음 과정에 불만족스러웠고, 디지털 오디오 프로그램인 프로 툴스 없이 녹음된 1995년의 《Adrenaline》과 1997년의 《Around the Fur》와 같은 방식으로 빠른 후속 음반을 발매하기를 원했다. 프런트맨 치노 모레노에 따르면, 대신 그 음반들은 "그냥 우리의 악기들과 함께 방에서" 단지 밴드로 녹음되었다.
이 밴드는 2008년 테리 데이트가 제작한 가제 음반 《Eros》를 녹음하고 완성했으며 2009년 초에 발매될 것으로 예상되었다. 그러나 베이시스트 치 쳉은 2008년 11월, 교통사고로 중상을 입어 혼수상태에 빠졌고 《Eros》의 방출은 보류되었다. 데프톤스는 2009년 초부터 세르지오 베가와 함께 다양한 쇼와 페스티벌을 진행하기 시작했다. 밴드의 친한 친구인 베가는 1999년 투어에서 쳉의 자리를 대신했었다. 이 시점에서 데프톤스는 그들이 해체하기를 원하는지 아니면 작곡과 연주를 계속하기를 원하는지 확신하지 못했다.
2009년 6월, 데프톤스는 《Eros》의 발매를 무기한 보류하고 베가와 함께 새 음반을 쓰기 시작했다. 밴드는 여전히 언젠가 《Eros》를 발매하기를 희망하지만, 쳉이 더 이상 반의식적인 상태가 되지 않을 때까지 기다리기를 원했고, 그들은 그것이 그 당시 아티스트로서나 사람으로써의 모습을 대변한다고 느끼지 못했다. 데프톤스는 그들이 막 끝낸 어둡고 화난 음반과 달리 낙관적인 음반을 만들고 싶어했다.
《Diamond Eyes》는 이전에 푸 파이터스, 벨벳 리볼버, 스톤 사워, 앨리스 인 체인스와 함께 작업했던 프로듀서 닉 라스쿨리네츠와 함께 두 달 만에 녹음했다. 데프톤스는 음반에 프로 툴스를 사용하는 것을 피했다. 대신, 그들은 밴드로 함께 곡을 쓰고, 좀 더 날렵하고 "사람다운" 사운드를 얻기 위해 "완벽해질 때까지" 백만 번 연습하는 것을 선호했다.

## 차트 및 판매
《히트 데일리 더블》에 따르면 《Diamond Eyes》는 발매 첫 주 동안 미국에서 55,000장에서 60,000장의 음반을 팔 것으로 예상된다. 이 음반은 미국에서 62,000장의 판매고를 올리며, 빌보드 200에서 6위로 데뷔했고, 데프톤스 음반이 그 차트의 톱 10 안에 든 4번째 음반이 되었다.
2012년 10월 기준으로 이 음반은 미국에서 약 236,000장이 팔렸다.

## 곡 목록
모든 곡들은 데프톤스에 의해 작사/작곡하였다.
| #   | 제목                        | 재생 시간 |
| --- | --------------------------- | --------- |
| 1.  | 〈Diamond Eyes〉            | 3:09      |
| 2.  | 〈Royal〉                   | 3:31      |
| 3.  | 〈CMND/CTRL〉               | 2:26      |
| 4.  | 〈You've Seen the Butcher〉 | 3:34      |
| 5.  | 〈Beauty School〉           | 4:50      |
| 6.  | 〈Prince〉                  | 3:37      |
| 7.  | 〈Rocket Skates〉           | 4:18      |
| 8.  | 〈Sextape〉                 | 4:02      |
| 9.  | 〈Risk〉                    | 3:37      |
| 10. | 〈976-EVIL〉                | 4:32      |
| 11. | 〈This Place Is Death〉     | 3:46      |

## 인증
| 국가                               | 인증 | 판매량/출하량 |
| ---------------------------------- | ---- | ------------- |
| 영국 (BPI)                         | 실버 | 60,000        |
| 판매량+스트리밍을 기반으로 한 인증 |      |               |